# Philip Galle
Philip Galle talvolta citato come Philips Galle (Haarlem, 1537 – Anversa, marzo 1612) è stato un incisore e editore olandese noto per aver pubblicato stampe di antichi maestri da lui prodotte come disegnatore e incisore.
È particolarmente noto per l'incisione di dipinti.

## Biografia

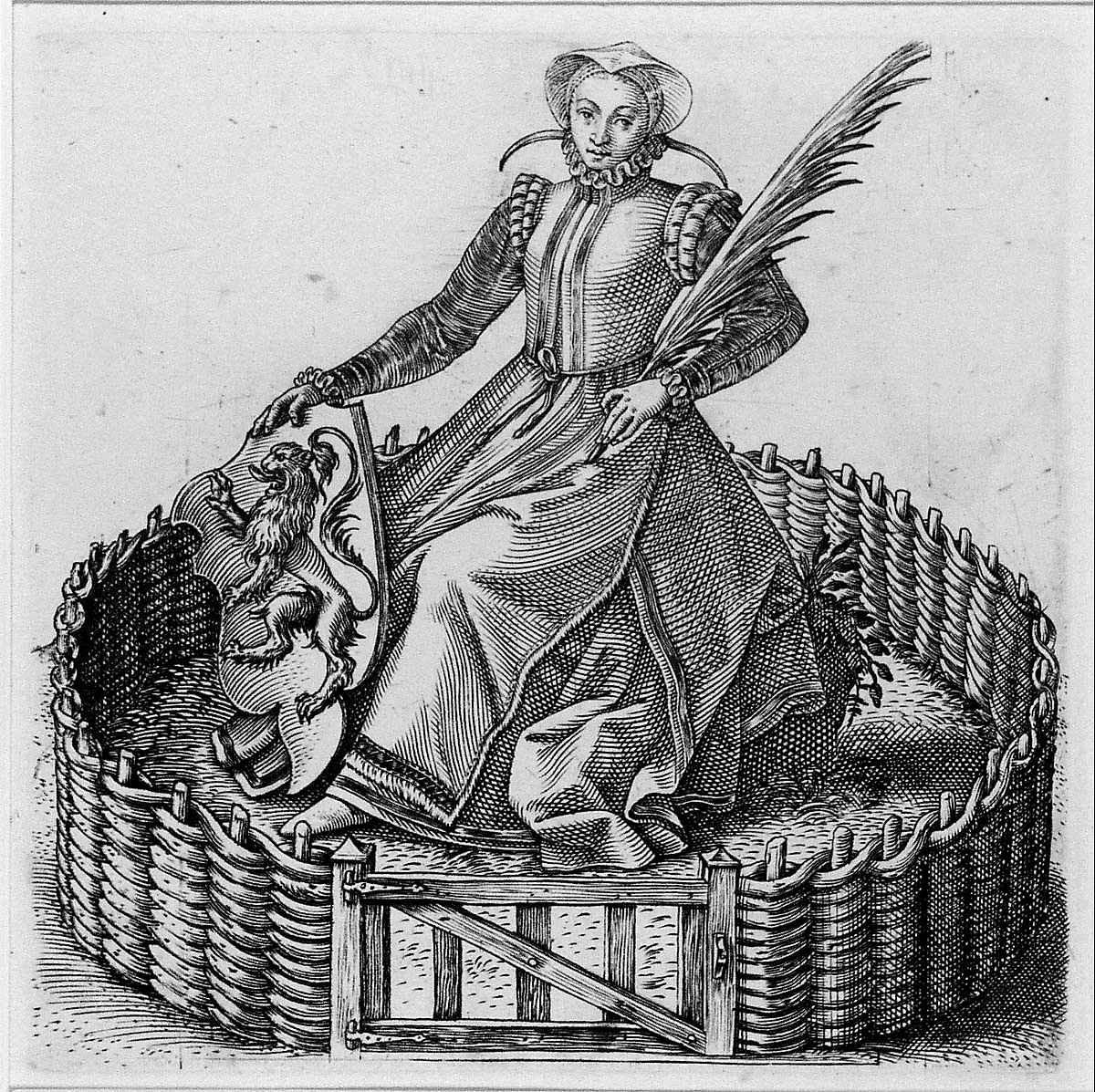
"Giardino olandese", incisione allegorica di Galle di una donna abbigliata alla maniera di Kenau Simonsdochter Hasselaer

Nacque ad Haarlem nei Paesi Bassi, dove fu allievo dell'umanista e incisore Dirck Volckertszoon Coornhert. Secondo RKD, sposò Catharina van Rollant il 9 giugno 1569. Dal matrimonio nacquero cinque figli divenuti poi artisti: Theodoor, Cornelis, Philips II, Justa (che sposò l'incisore Adriaen Collaert) e Catharina (che sposò l'incisore Karel van Mallery).
Incise diverse opere da dipinti del pittore di Haarlem Maarten van Heemskerck. Anche mentre lavorava, dal 1557, per l'editore di Anversa Hieronymus Cock, si stabilì come stampatore indipendente ad Haarlem nel 1563, dove fece stampe da opere di Giovanni Stradano e Maarten de Vos. Nel 1569 fu pubblicata la serie dei Conti d'Olanda e Zeeland, una collezione di sei incisioni che fece ad Haarlem con Willem Thibaut, poco prima di trasferirsi ad Anversa da qualche parte verso la fine del 1569 o all'inizio del 1570, probabilmente per evitare l'assedio di Haarlem.
La sua prima casa ad Anversa fu probabilmente una casa chiamata Het Gulden Hert (Il cervo d'oro), di fronte alla casa del cartografo Ortels (noto anche come Ortelius). Gestì la stamperia di Cock e successivamente la rilevò nel 1570 e divenne cittadino di Anversa l'anno seguente. L'opera contiene un approbatio, o il permesso delle autorità ecclesiastiche (cattolico-romane) di pubblicazione. Galle ebbe una relazione difficile con la religione e il potere politico durante tutta la sua vita. Era un amico dello stampatore di Anversa Christophe Plantin e forse faceva parte del circolo segreto Umanesimo rinascimentale della Familia Caritatis (famiglia dell'amore), che lo rese difficile da collocare come cattolico o protestante durante la Rivolta dei pezzenti.
Alcune delle sue numerose stampe fatte ad Anversa erano da opere di Anthonie van Blocklandt, Hans Bol, Marcus Gheeraerts, Gerard Groening e Hans Vredeman de Vries. Galle ebbe molti allievi che divennero famosi incisori. L'incisore di mappe Cornelis de Hooghe (o Hogius), che morì di una morte raccapricciante quando fu decapitato e squartato a L'Aia a causa di una cospirazione contro lo stato, ricevette la sua formazione quando Galle viveva ancora ad Haarlem, mentre De Hooghe aveva già aperto un proprio studio nel momento in cui Galle si era trasferito ad Anversa.
Il figlio di Galle, Cornelis lo seguì come incisore. Le prime opere di Cornelis mostrarono una stretta similitudine con quelle del padre. La stessa via intraprese anche il nipote di Philip, Cornelis il Giovane.
La stamperia di Philip ebbe grande successo. tra i suoi allievi vi furono i suoi figli, de Hooghe, Hendrick Goltzius, Jean-Baptiste Barbé, Pieter Nagel, i figli del suo collega Hans Collaert, Adriaen e Jan, e Karel van Mallery. I suoi figli e i suoi generi continuarono gli affari ad Anversa attraverso il XVII secolo.
Morì ad Anversa nel marzo 1612.

## Scritti
Come residente ad Anversa, Galle fu testimone di numerosi eventi della guerra degli ottant'anni, in particolare dell'assedio e saccheggio della città nel 1576 da parte degli spagnoli, chiamati La furia spagnola. Galle scrisse una Cort Verhael, una breve cronaca di questi eventi, che fu pubblicata verso la fine del 1578. Questo opuscolo, che includeva diverse mappe, era dedicato all'arciduca Mattia d'Asburgo, un parente del re legale Filippo II di Spagna, ma non riconosciuto da lui come "landvoogd" o supervisore del paese. Una stampa successiva fu dedicata a Jean de Bourgogne, signore di Froidmont o Fromont. Questo libro piuttosto personale, che venne tradotto in diverse lingue subito dopo la sua prima pubblicazione, mostra Galle come una persona amante della pace che intendeva rimanere lontana dai disordini politici e militari della sua era.

## Galleria d'immagini
Incisioni da Theatri Orbis Terrarum Enchiridion 1585

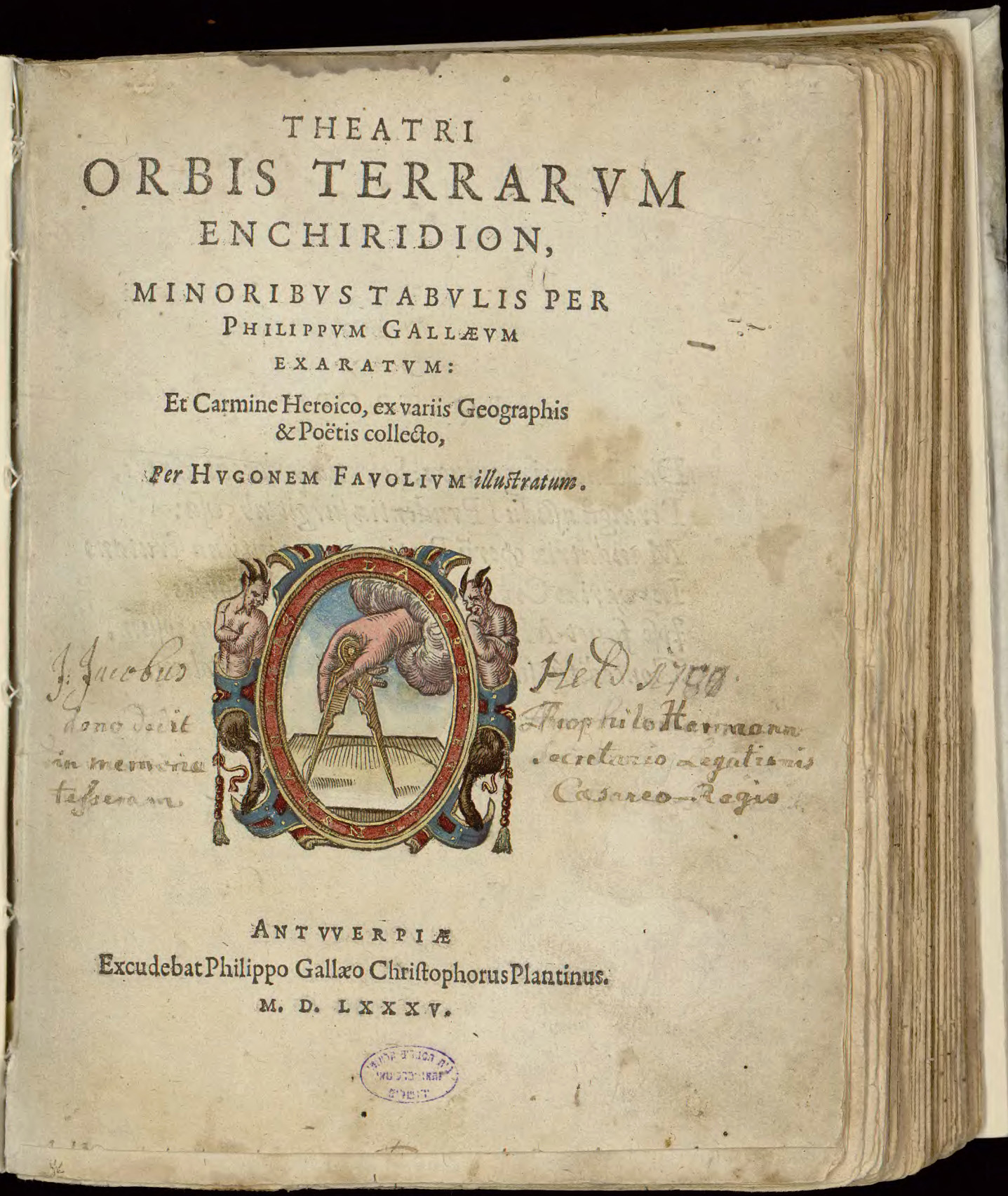
Titolo
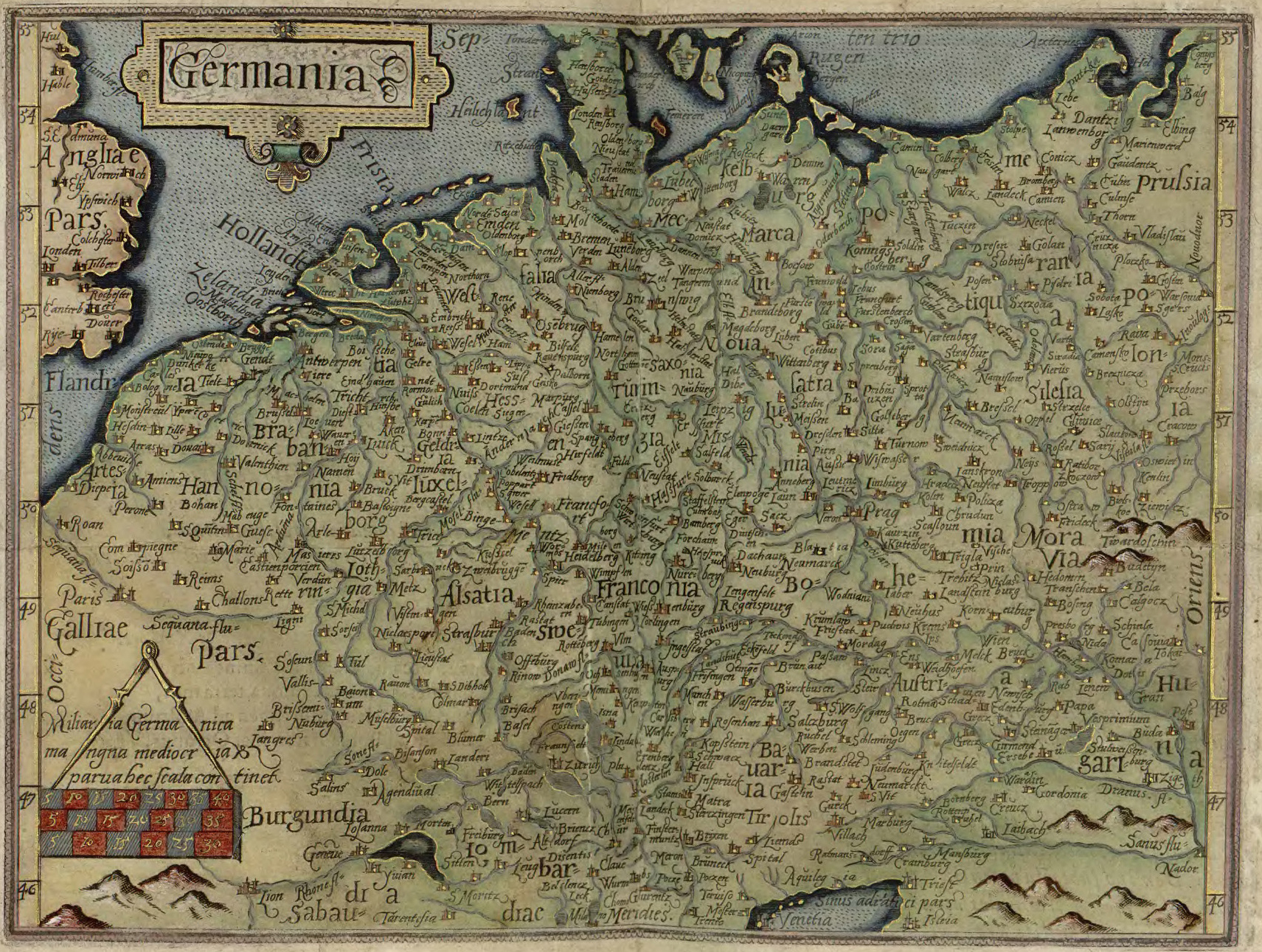
Germania
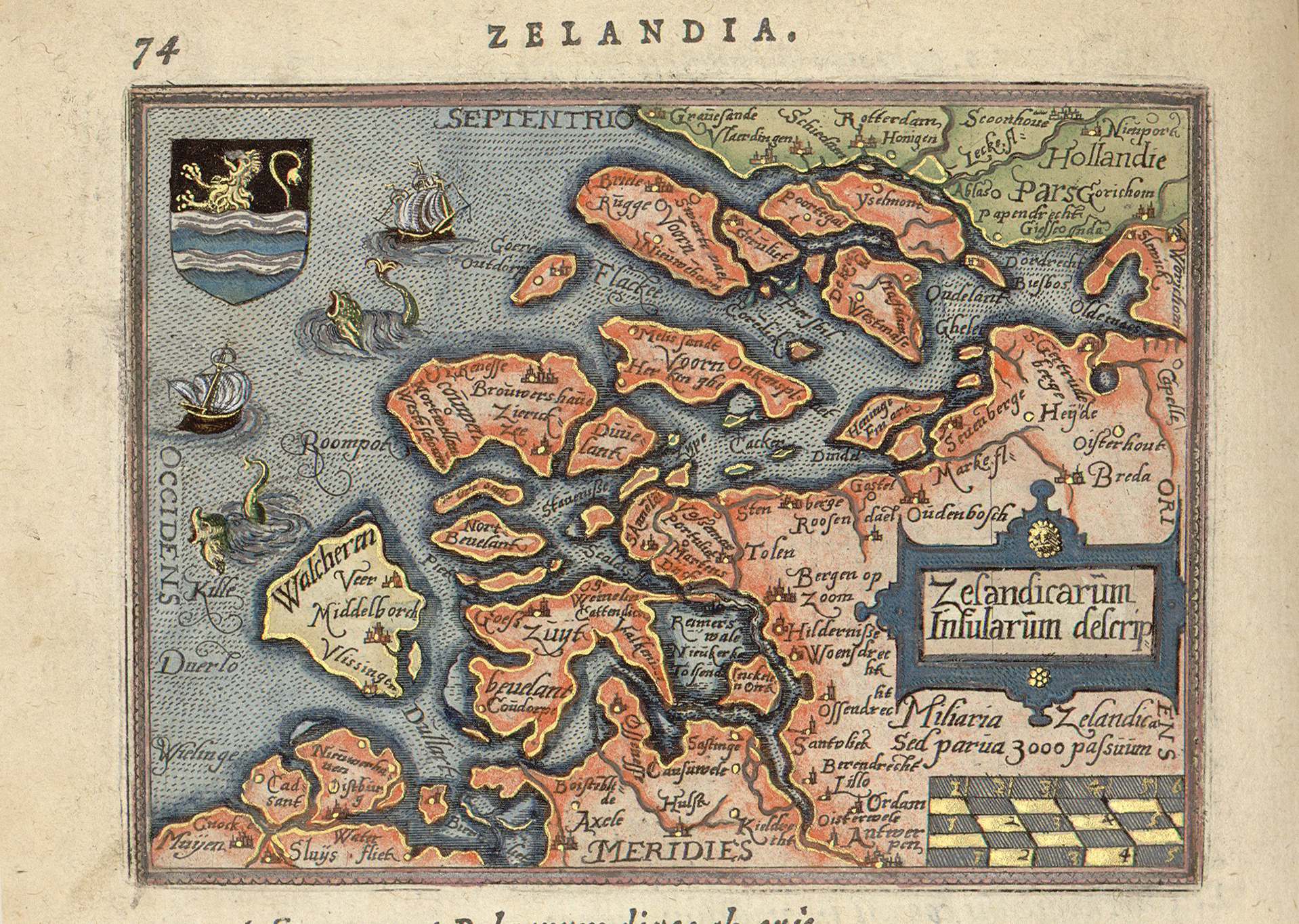
Zelandia
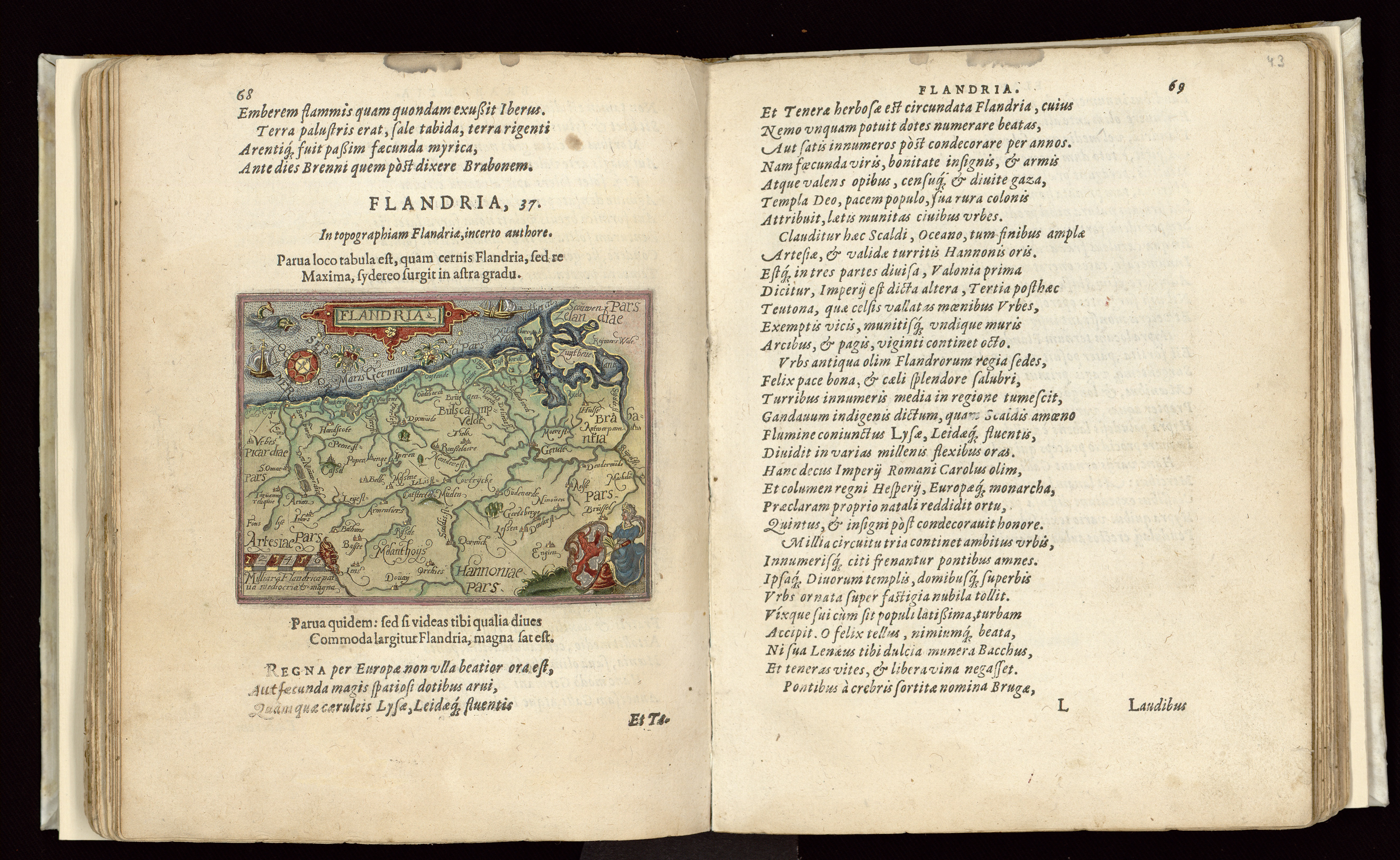
Flandria + text

Incisioni attribuite a Galle

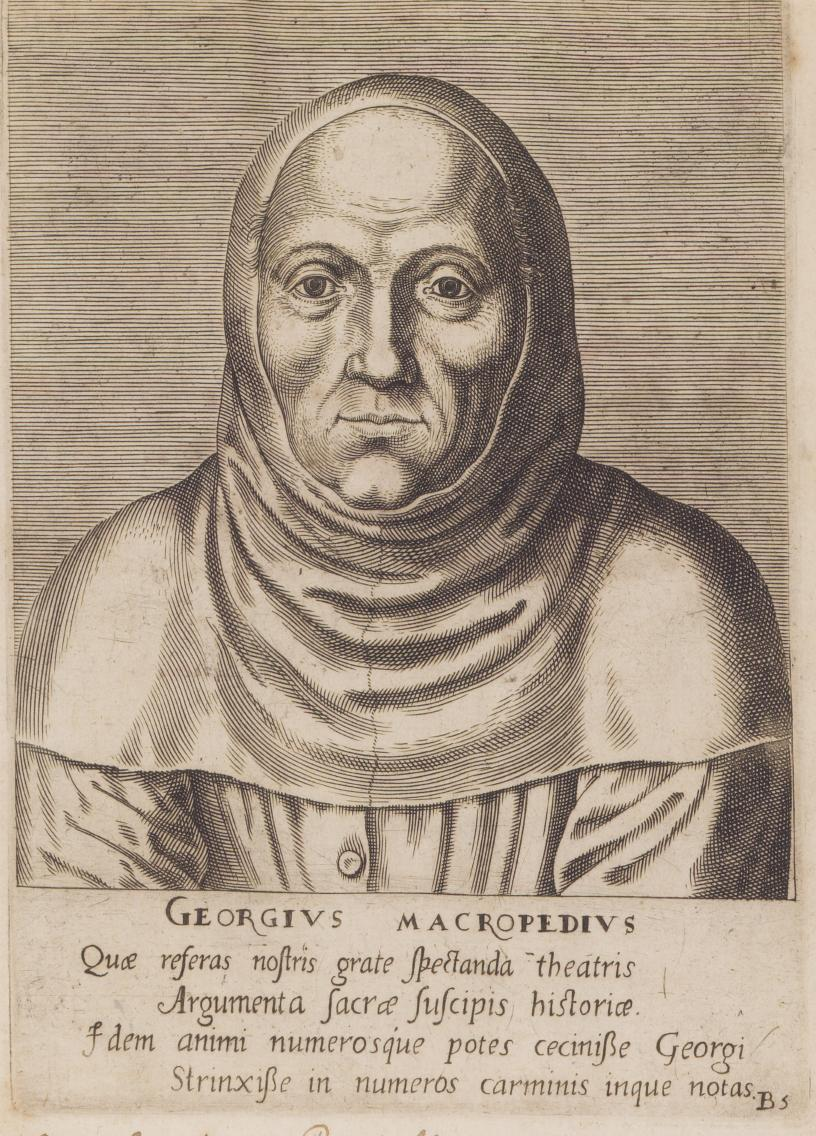
Macropedius
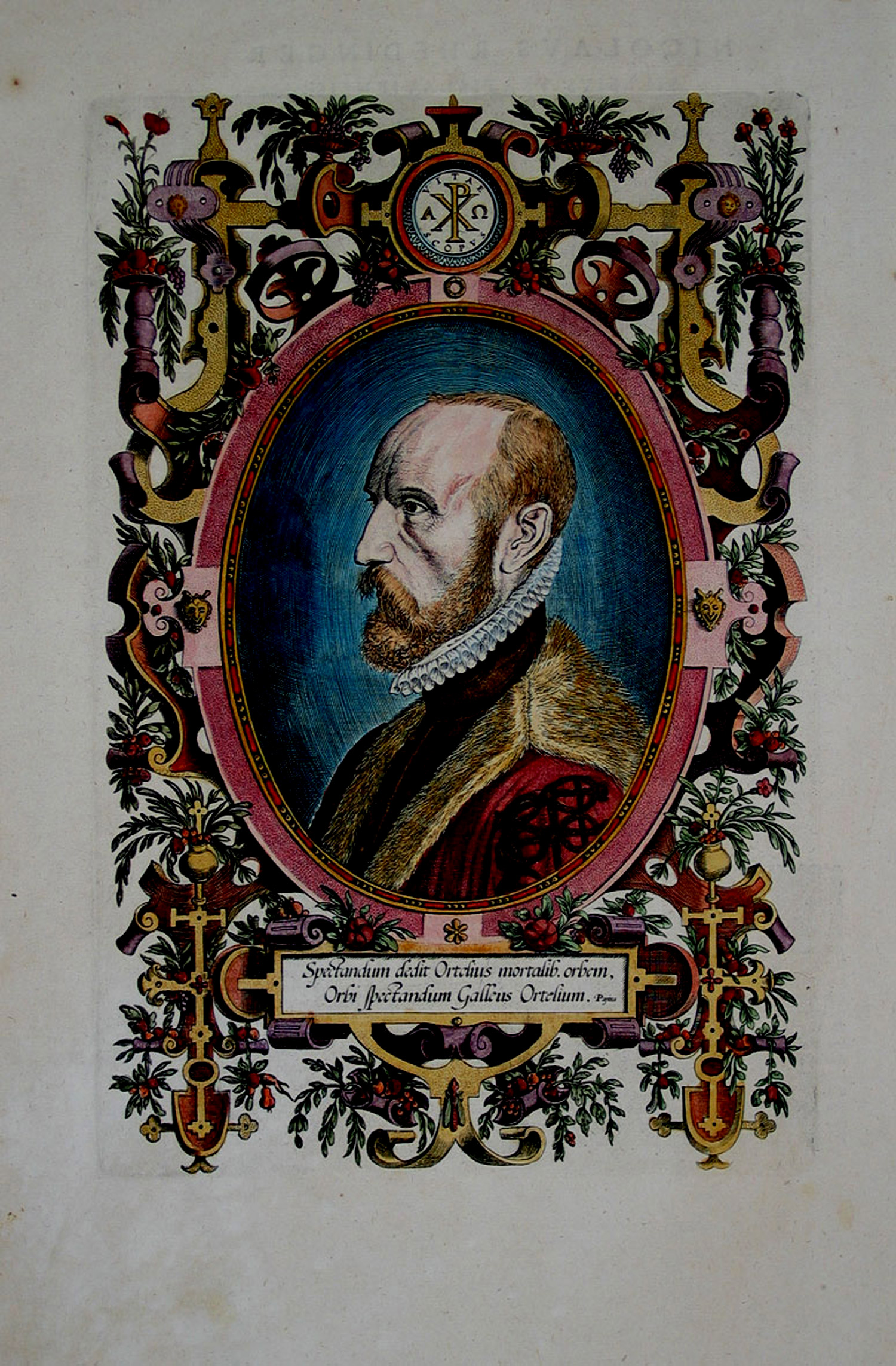
Ortelius
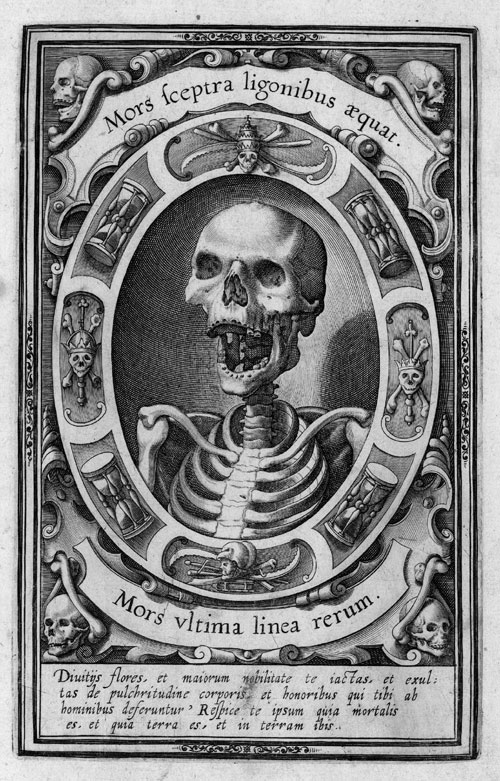
La morte è l'ultimo limite
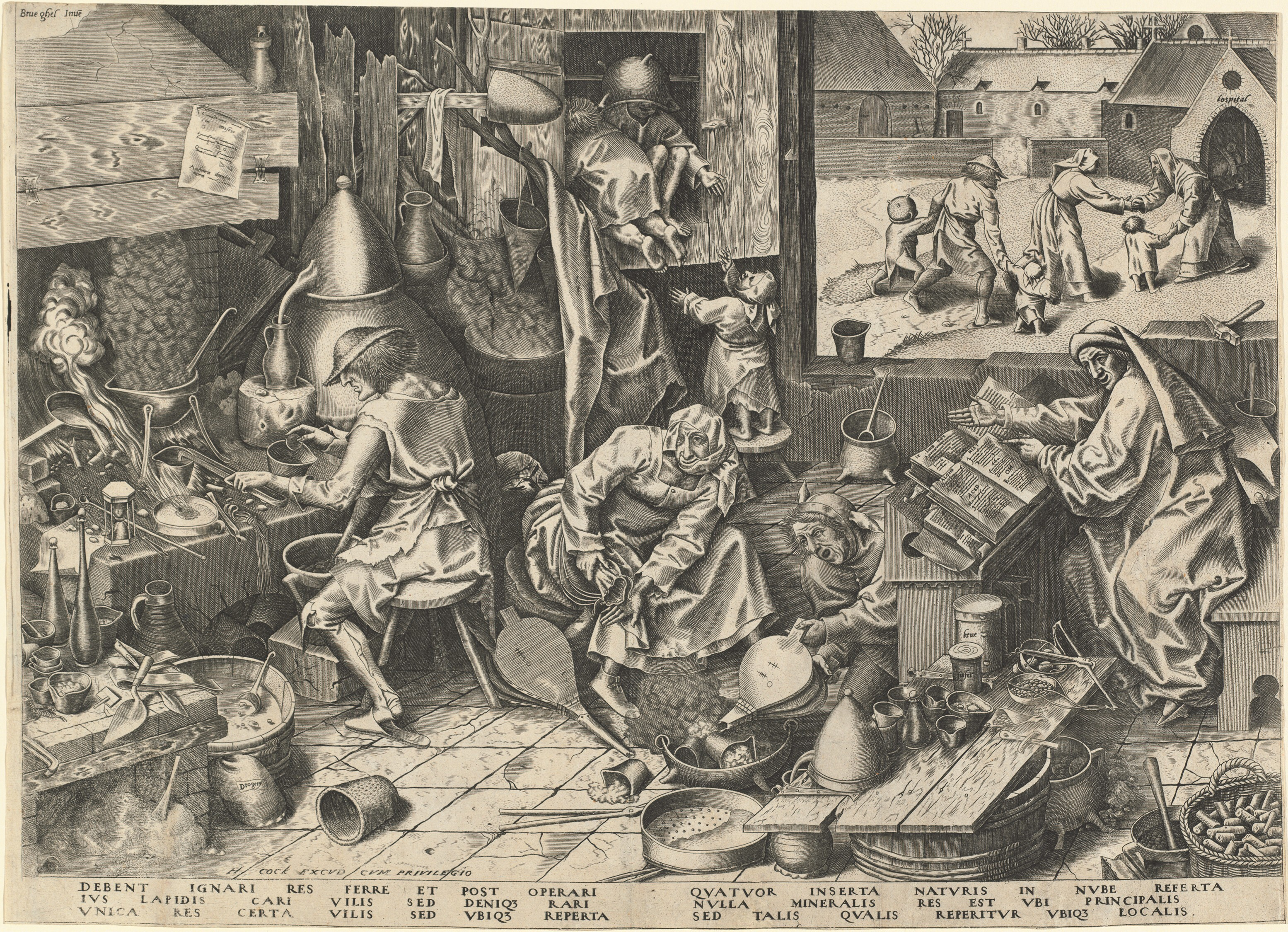
L'alchimista da Breugel
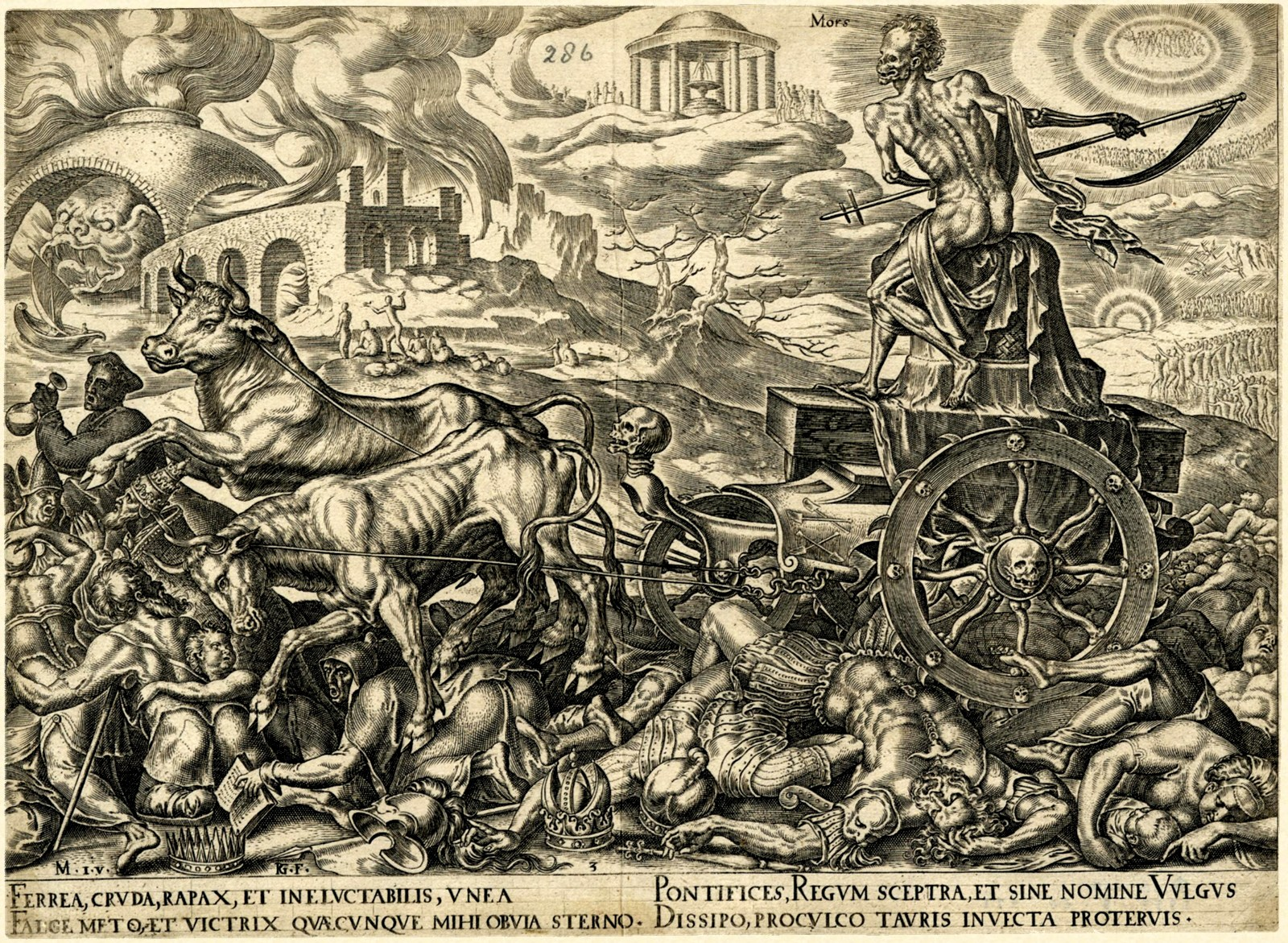
Trionfo della morte
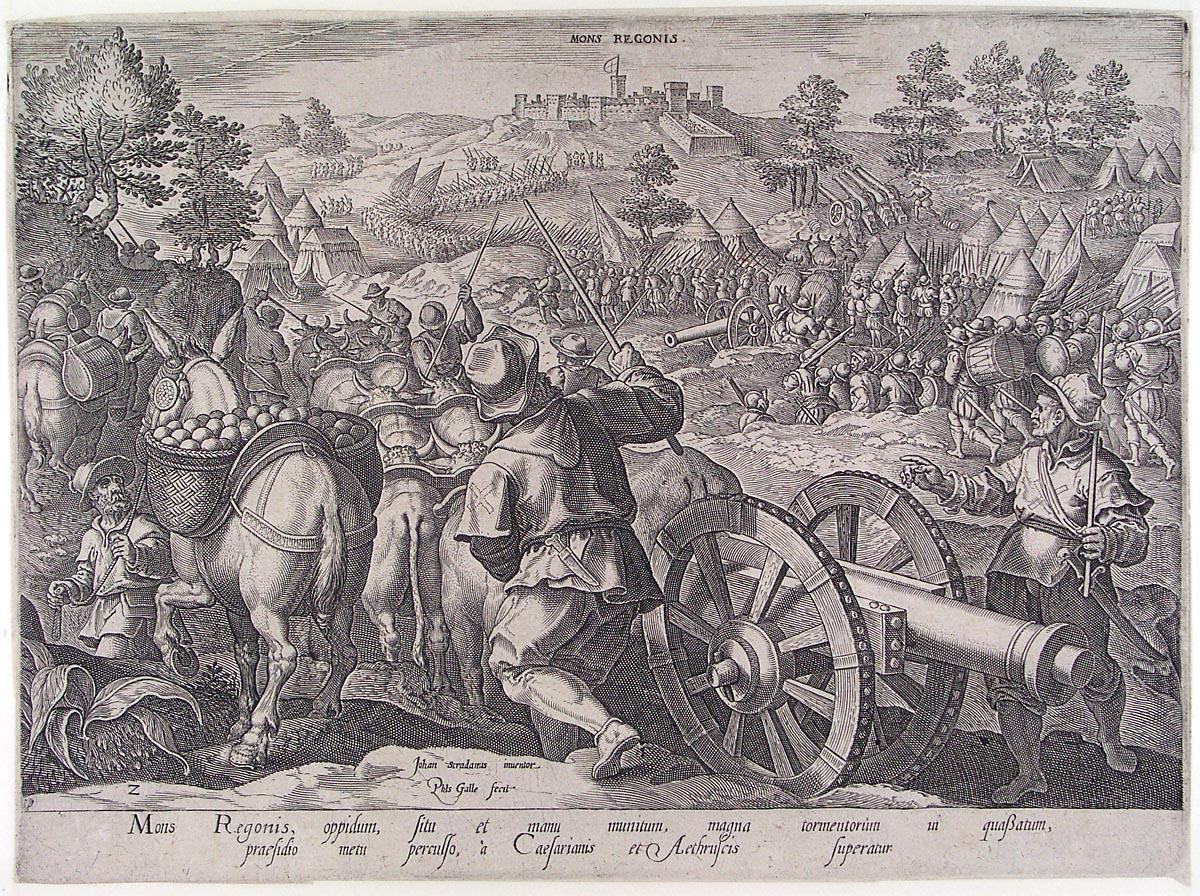
Battaglia di Mons Regonis
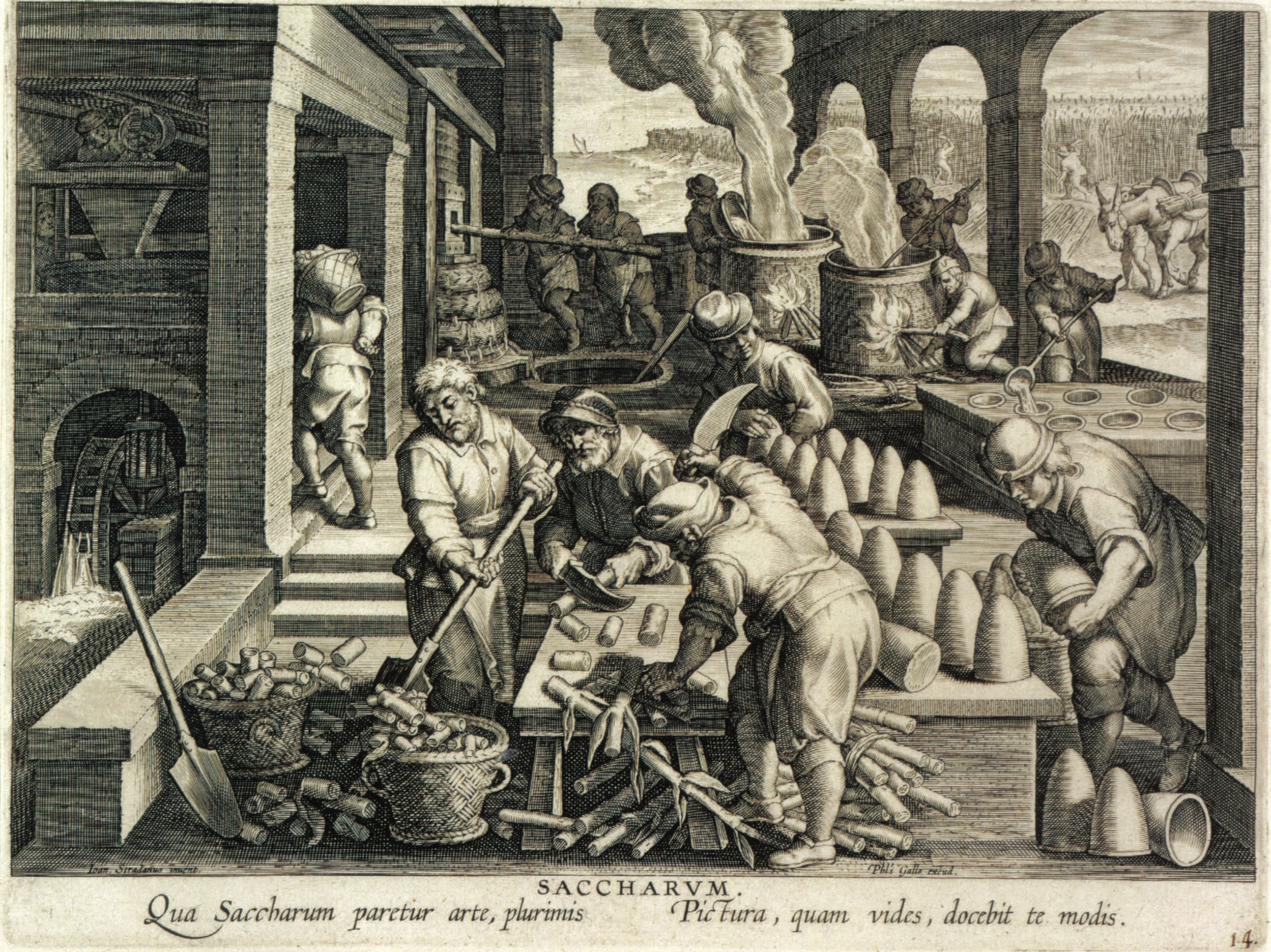
Sugarmill
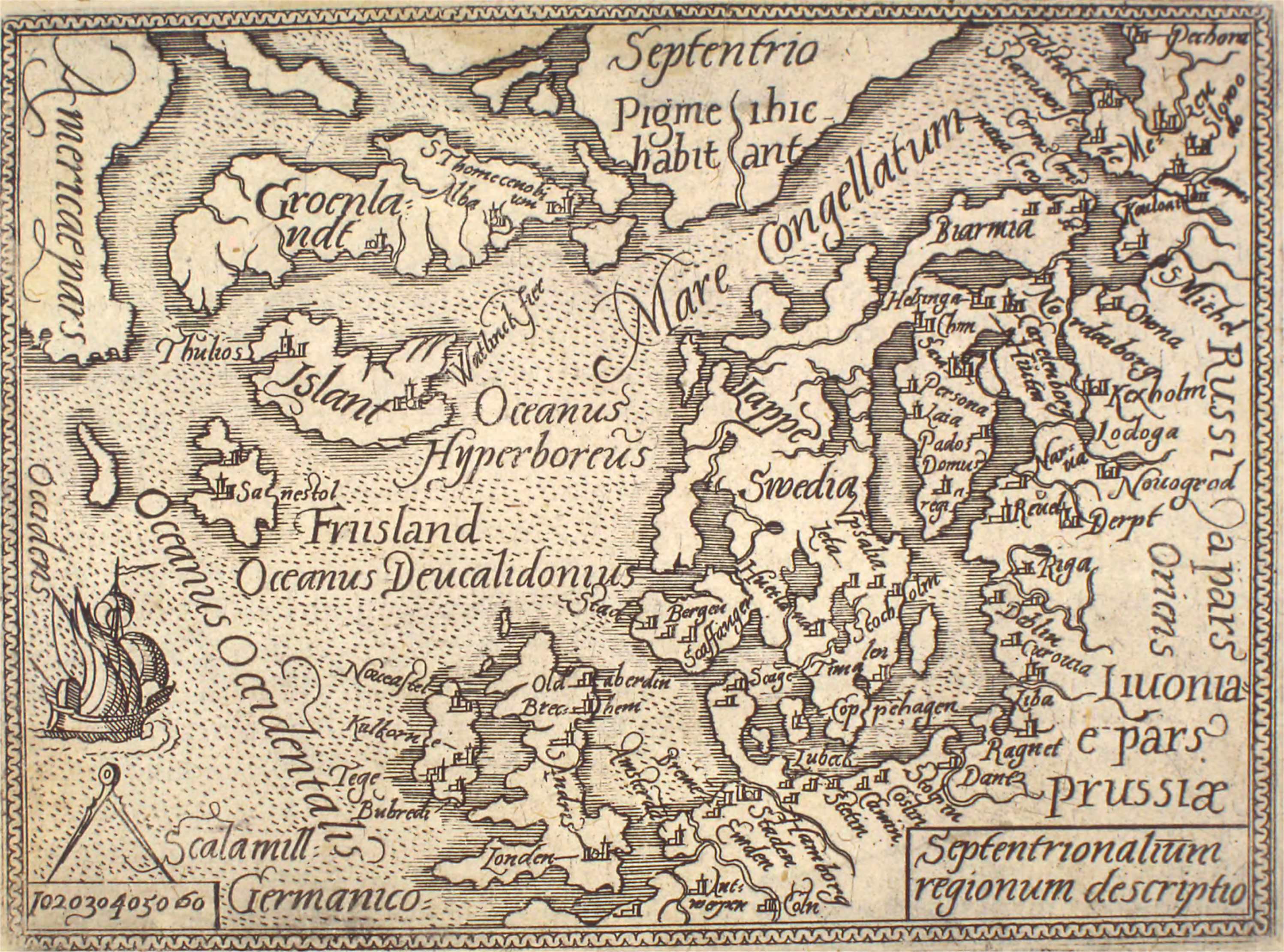
Northern Europe 1577